# Camillus (ville)
Ne doit pas être confondu avec Camillus (village).
Camillus est une ville du comté d'Onondaga, dans l'État de New York, aux États-Unis,. En 2010, elle comptait une population de 25 346 habitants.

## Démographie
Lors du recensement de 2020, la ville comptait une population de 25 346 habitants.